# Slovenija na Svetovnem prvenstvu v hokeju na ledu 2005
Slovenija na Svetovnem prvenstvu v hokeju na ledu 2005 je bila na začetku prvenstva razporejena v Skupino B Elitne divizije. Po predtekmovanju, kjer je ostala brez osvojene točke, je Slovenija igrala v skupino za obstanek, kjer je z dvema zmagama in porazom obstala v elitni skupini svetovnega hokeja za Svetovno prvenstvo leta 2006.  

## Postava
- Selektor: Kari Savolainen (pomočnik: Matjaž Kopitar)

| Pol. | Št. | Igralec           | Starost (rojstni dan)       | Klub               |
| ---- | --- | ----------------- | --------------------------- | ------------------ |
| GK   | 20  | Andrej Hočevar    | 20 let (21. november 1984)  | HDD ZM Olimpija    |
| GK   | 30  | Gaber Glavič      | 27 let (11. marec 1978)     | HK Acroni Jesenice |
| GK   | 31  | Robert Kristan    | 22 let (4. april 1983)      | HK Acroni Jesenice |
| D    | 2   | Bojan Zajc        | 39 let (7. november 1965)   | HDD ZM Olimpija    |
| D    | 3   | Robert Ciglenečki | 30 let (14. julij 1974)     | SG Cortina         |
| D    | 4   | Blaž Klinar       | 24 let (27. februar 1981)   | HK Acroni Jesenice |
| D    | 5   | Mitja Robar       | 23 let (4. januar 1983)     | HDD ZM Olimpija    |
| D    | 10  | Dejan Varl        | 31 let (3. julij 1973)      | HK Acroni Jesenice |
| D    | 23  | Damjan Dervarič   | 23 let (6. februar 1982)    | HDD ZM Olimpija    |
| D    | 26  | Mitja Sotlar      | 25 let (17. oktober 1979)   | HK Acroni Jesenice |
| D    | 27  | Miha Rebolj       | 27 let (22. avgust 1977)    | HK Acroni Jesenice |
| F    | 8   | Edo Terglav       | 25 let (24. januar 1980)    | HDD ZM Olimpija    |
| F    | 9   | Tomaž Razingar    | 26 let (25. april 1979)     | HK Acroni Jesenice |
| F    | 12  | David Rodman      | 21 let (10. september 1983) | HK Acroni Jesenice |
| F    | 13  | Luka Žagar        | 26 let (25. junij 1978)     | HK Acroni Jesenice |
| F    | 14  | Dejan Kontrec     | 35 let (23. januar 1970)    | HK Slavija         |
| F    | 15  | Tomo Hafner       | 24 let (19. julij 1980)     | HK Acroni Jesenice |
| F    | 16  | Boris Pretnar     | 27 let (8. april 1978)      | HK Acroni Jesenice |
| F    | 17  | Jurij Goličič     | 24 let (6. april 1981)      | HK Acroni Jesenice |
| F    | 18  | Mitja Šivic       | 25 let (1. oktober 1979)    | HDD ZM Olimpija    |
| F    | 21  | Jaka Avgustinčič  | 28 let (27. november 1976)  | HK Slavija         |
| F    | 22  | Marcel Rodman     | 23 let (25. september 1981) | HK Acroni Jesenice |
| F    | 25  | Anže Kopitar      | 17 let (24. avgust 1987)    | Södertälje SK      |
| F    | 33  | Ivo Jan           | 30 let (3. april 1975)      | Vienna Capitals    |
| F    | 34  | Peter Rožič       | 31 let (17. februar 1974)   | HK Acroni Jesenice |

## Tekme

### Predtekmovanje
| 1. maj 2005 | Slovenija | 0–7 | ZDA | Innsbruck |

| Poročilo tekme      | Poročilo tekme | Poročilo tekme | Poročilo tekme                                                                                                   | Poročilo tekme |
| ------------------- | -------------- | -------------- | --- | -------------- |
| Začetek: ni podatka |                |                | M. Knuble 00:31 A. Hall 16:34 M. Parrish 18:59 M. Knuble 25:48 J. Halpern 27:57 J. Šťastný 51:19 B. Gionta 58:34 |                |

| 3. maj 2005 | Slovenija | 0–8 | Kanada | Innsbruck |

| Poročilo tekme      | Poročilo tekme | Poročilo tekme | Poročilo tekme | Poročilo tekme |
| ------------------- | -------------- | -------------- | --- | -------------- |
| Začetek: ni podatka |                |                | J. Thornton 01:03 J. Thornton 05:08 B. Morrison 13:17 K. Maltby 21:49 S. Gagne 32:58 R. Nash 44:53 B. Morrison 46:43 R. Smyth 54:23 |                |

| 5. maj 2005 | Slovenija | 1–3 | Latvija | Innsbruck |

| Poročilo tekme      | Poročilo tekme   | Poročilo tekme | Poročilo tekme                                         | Poročilo tekme |
| ------------------- | ---------------- | -------------- | ------------------------------------------------------ | -------------- |
| Začetek: ni podatka | J. Goličič 31:55 |                | M. Cipulis 12:17 A. Tribuncovs 25:51 G. Ankipans 59:35 |                |

### Boj za obstanek
| 6. maj 2005 | Slovenija | 4–3 | Danska | Innsbruck |

| Poročilo tekme      | Poročilo tekme                                                | Poročilo tekme | Poročilo tekme                                   | Poročilo tekme |
| ------------------- | ------------------------------------------------------------- | -------------- | ------------------------------------------------ | -------------- |
| Začetek: ni podatka | I. Jan 37:26 A. Kopitar 43:47 P. Rožič 44:10 E. Terglav 51:15 |                | J. Damgaard 05:05 K. Degn 11:55 F. Nielsen 12:17 |                |

| 9. maj 2005 | Slovenija | 1–9 | Nemčija | Innsbruck |

| Poročilo tekme      | Poročilo tekme   | Poročilo tekme | Poročilo tekme | Poročilo tekme |
| ------------------- | ---------------- | -------------- | --- | -------------- |
| Začetek: ni podatka | D. Kontrec 49:08 |                | M. Goc 03:35 D. Kreutzer 10:33 J. Hecht 19:32 J. Benda 27:06 S. Furchner 27:59 J. Hecht 28:46 T. Boos 30:58 M. Goc 33:31 T. Martinec 48:26 |                |

| 11. maj 2005 | Slovenija | 6–2 | Avstrija | Innsbruck |

| Poročilo tekme      | Poročilo tekme                                                                             | Poročilo tekme | Poročilo tekme                          | Poročilo tekme |
| ------------------- | ------------------------------------------------------------------------------------------ | -------------- | --------------------------------------- | -------------- |
| Začetek: ni podatka | I. Jan 25:14 M. Rodman 34:05 T. Razingar 36:48 I. Jan 45:52 I. Jan 49:25 D. Dervarič 51:41 |                | R. Kaspitz 04:06 G. Unterluggauer 41:07 |                |

## Statistika hokejistov

### Vratarji
| #  | Vratar         | OT | OTI | OMIN | PG | PGT  | OUS   | KM |
| -- | -------------- | -- | --- | ---- | -- | ---- | ----- | -- |
| 20 | Andrej Hočevar | 5  | 1   | 26   | 1  | 1,00 | 96,00 | 0  |
| 30 | Gaber Glavič   | 6  | 5   | 273  | 23 | 4,60 | 87,63 | 0  |
| 31 | Robert Kristan | 1  | 1   | 60   | 7  | 7,00 | 81,58 | 0  |

### Drsalci
| #  | Hokejist          | OT | DG | DP | TOČ | KM | +/- | ZG | GIV | GIM | SNG |
| -- | ----------------- | -- | -- | -- | --- | -- | --- | -- | --- | --- | --- |
| 2  | Bojan Zajc        | 6  | 0  | 0  | 0   | 12 | -2  | 0  | 0   | 0   | 5   |
| 3  | Robert Ciglenečki | 6  | 0  | 1  | 1   | 16 | -5  | 0  | 0   | 0   | 13  |
| 4  | Blaž Klinar       | 3  | 0  | 0  | 0   | 0  | -2  | 0  | 0   | 0   | 0   |
| 5  | Mitja Robar       | 6  | 0  | 0  | 0   | 6  | -3  | 0  | 0   | 0   | 4   |
| 8  | Edo Terglav       | 6  | 1  | 3  | 4   | 6  | -2  | 1  | 0   | 1   | 5   |
| 9  | Tomaž Razingar    | 5  | 1  | 2  | 3   | 6  | -4  | 1  | 0   | 0   | 8   |
| 10 | Dejan Varl        | 6  | 0  | 1  | 1   | 10 | -4  | 0  | 0   | 0   | 7   |
| 12 | David Rodman      | 6  | 0  | 0  | 0   | 2  | -5  | 0  | 0   | 0   | 0   |
| 13 | Luka Žagar        | 6  | 0  | 1  | 1   | 0  | 0   | 0  | 0   | 0   | 7   |
| 14 | Dejan Kontrec     | 6  | 1  | 5  | 6   | 0  | -2  | 0  | 0   | 0   | 3   |
| 15 | Tomo Hafner       | 3  | 0  | 0  | 0   | 2  | -3  | 0  | 0   | 0   | 2   |
| 16 | Boris Pretnar     | 3  | 0  | 0  | 0   | 2  | -1  | 0  | 0   | 0   | 1   |
| 17 | Jurij Goličič     | 6  | 1  | 1  | 2   | 4  | -2  | 0  | 0   | 0   | 6   |
| 18 | Mitja Šivic       | 6  | 0  | 0  | 0   | 0  | -4  | 0  | 0   | 0   | 1   |
| 21 | Jaka Avgustinčič  | 6  | 0  | 0  | 0   | 0  | -5  | 0  | 0   | 0   | 6   |
| 22 | Marcel Rodman     | 6  | 1  | 2  | 3   | 0  | -7  | 0  | 0   | 0   | 5   |
| 23 | Damjan Dervarič   | 6  | 1  | 0  | 1   | 10 | -5  | 0  | 1   | 0   | 8   |
| 25 | Anže Kopitar      | 6  | 1  | 0  | 1   | 2  | -6  | 0  | 0   | 0   | 10  |
| 26 | Mitja Sotlar      | 6  | 0  | 0  | 0   | 4  | -3  | 0  | 0   | 0   | 2   |
| 27 | Miha Rebolj       | 3  | 0  | 0  | 0   | 2  | -3  | 0  | 0   | 0   | 2   |
| 33 | Ivo Jan           | 6  | 4  | 1  | 5   | 4  | -2  | 0  | 1   | 0   | 16  |
| 34 | Peter Rožič       | 6  | 1  | 0  | 1   | 0  | -1  | 0  | 0   | 0   | 5   |